# Yves Daoudal
Pour le résistant, voir Yves Daoudal.
Yves Daoudal, né le 25 avril 1951 sous le nom d'Hervé Kerbourc'h, est un journaliste et blogueur français.

## Biographie
Il a fait ses débuts au sein de la rédaction de Sav Breizh. Il a participé au quotidien catholique et nationaliste Présent jusqu'en décembre 1998, époque à laquelle, à la suite de la crise au sein du Front national, entre les partisans de Jean-Marie Le Pen et ceux de Bruno Mégret, il est devenu éditorialiste de l'hebdomadaire National-Hebdo (disparu en juillet 2008).
Fidèle de Jean-Marie Le Pen, il a été candidat dans le canton de Saint-Cyr-l'École lors des élections cantonales de 2001, et a été élu membre du Comité central du Front national (FN) lors du congrès de novembre 2007 ; son mandat s'est achevé avec le congrès de Tours le 16 janvier 2011. Il s'est depuis éloigné du Front national.
En septembre 2008, il a lancé une lettre hebdomadaire confidentielle intitulée Daoudal Hebdo, en collaboration avec les Éditions d'Héligoland, association qui édite notamment Roger Holeindre, Jean Mabire, Didier Patte et un grand nombre de revues des mouvances régionalistes, royalistes ou du Front national. La publication de Daoudal Hebdo s'est terminée à son numéro 153, en première semaine de janvier 2012, faute de moyens.
Il a été rédacteur en chef de la revue catholique traditionaliste La Pensée catholique.
Il est[Depuis quand ?] le rédacteur en chef de Reconquête, et le vice-président du Centre Henri et André Charlier et de Chrétienté-Solidarité.
Il est aussi critique musical sous le nom de plume d'Hervé Pennven.

## Ouvrages
- Vibrations océanes, Paris, Michel Cosem, 1969, 36 p. (BNF 33061959).
- Le Rempart de la Chrétienté : Brève histoire de la Pologne  (préf. Michel de Saint Pierre), Éditions Dominique Martin Morin, 1984, 134 p., 23 cm (ISBN 978-2-85652-073-4, BNF 34770182, présentation en ligne).
- Guillaume Repin et ses quatre-vingt-dix-huit compagnons  (préf. Gustave Thibon), Éditions Dominique Martin Morin, coll. « Nouveaux Actes des martyrs », 1984, 121 p., 19 cm (ISBN 978-2-85652-064-2, BNF 36606042) — ouvrage consacré aux martyrs d'Avrillé.
- Avec Bernard Antony, Romain Marie sans concession : Entretiens avec Yves Daoudal, Éditions Dominique Martin Morin, 1985, 126 p., 19 cm (ISBN 978-2-85652-080-2, BNF 36624127, présentation en ligne).
- Travaux et jours de la politique, Éditions de Présent, 1997, 385 p., 21 cm (ISBN 978-2-905781-16-1, BNF 36971861, présentation en ligne) — recueil d'articles parus dans Présent (1993-1997).
- Le Dossier Boudarel ou Le Procès impossible du communisme  (préf. Jean-Baptiste Biaggi), Éditions Remi Perrin, 2002, 191-[15], 22 cm (ISBN 978-2-913960-10-7, BNF 38966954).
- La Face cachée de Le Pen, Éditions Godefroy de Bouillon, 2002, 124 p., 21 cm (ISBN 978-2-84191-140-0, BNF 39008579, présentation en ligne).
- Le Tour infernal : 21 avril - 5 mai 2002 : Analyse d'une fantasmagorie électorale, Éditions Godefroy de Bouillon, 2002, 223 p. (ISBN 978-2-84191-147-9).
- Notules sur un concile, Saint Caradec-Trégomel, Association des amis d'Yves Daoudal, 2013, 142 p., 19 cm (ISBN 978-2-9543615-0-5, BNF 43593722, présentation en ligne) — textes issus du blog de l'auteur, revus et augmentés.